# Alucita straminea
Alucita straminea är en fjärilsart som beskrevs av Hashimoto 1984. Alucita straminea ingår i släktet Alucita och familjen mångfliksmott, (Alucitidae). Inga underarter finns listade i Catalogue of Life.